# Austrian Open 1990
L'Austrian Open 1990 è stato un torneo di tennis giocato sulla terra rossa. È stata la 45ª edizione del torneo, che fa parte della categoria World Series nell'ambito dell'ATP Tour 1990. Si è giocato a Kitzbühel in Austria dal 30 luglio al 5 agosto 1990.

## Campioni

### Singolare maschile
Horacio de la Peña ha battuto in finale  Karel Nováček per 6–4, 7–6(4), 2–6, 6–2.

### Doppio maschile
Javier Sánchez /  Éric Winogradsky hanno battuto in finale  Francisco Clavet /  Horst Skoff per 7–6, 6–2.